# 岡本晃
岡本 晃（おかもと あきら、1973年5月3日 - ）は、兵庫県神戸市北区出身の元プロ野球選手（投手）。右投右打。

## 来歴・人物

### プロ入り前
三田学園高校の2年秋に県大会決勝で延長10回を完封勝利して優勝すると近畿大会初戦では近大付高の大塔正明と投げ合って完投勝利してベスト8。第63回選抜高等学校野球大会に出場。チームの大半が三田学園中学校からの内部進学生である中、岡本は高校からの入学ながらチームに溶け込み、主力として活躍した。
高校卒業後は関西大学へ進学。関西学生リーグで通算39試合に登板し、16勝6敗、防御率1.73。4年時の1995年春季リーグでは開幕戦でノーヒットノーランを達成するなど6勝を挙げて優勝に貢献し、最優秀選手とベストナインに選ばれた。
1995年度のドラフト会議前に近鉄バファローズを逆指名し、同会議で近鉄から2位指名を受けて入団。

### 近鉄時代
プロ1年目の1996年シーズンは即戦力として期待されたが、同年は一軍登板はなかった。
1997年シーズンにはスリークォーター気味のサイドスローへ変更し、制球が安定。気迫あふれるストレートと変化球の揺さぶりを生かして先発投手として活躍し、規定投球回に到達。防御率はパシフィック・リーグ2位の2.82、10勝6敗の好成績を残して佐々木恭介監督の期待に応え新人王候補に挙がる活躍をする（新人王はルーキー史上最多盗塁を記録した小坂誠を選出）。
1998年はエースとして期待されたが好不調の波が激しく8勝13敗、防御率4.04と安定感を欠いた。
1999年シーズンには自身初の開幕投手を務め、先発の柱としてチームに貢献。前年同様防御率4点台と安定感を欠いたものの、チームトップの9勝を挙げた。しかし前半7勝を挙げたものの後半は全く勝てずリーグ最多の12敗を喫した。
2000年は怪我と不調が重なり、一軍での登板はわずか9試合で未勝利に終わった。
2001年はシーズン初登板で先発したが敗戦投手となり、これを機に梨田昌孝監督よりリリーフ転向を命じられる。そして、チームの守護神・大塚晶文の不調からシーズン序盤は抑えとして活躍、大塚が復調したシーズン後半はセットアッパーとして活躍した。ペナントレースではチーム最多の61試合に登板、チームのリーグ優勝に貢献した。ヤクルトスワローズとの日本シリーズでは、第2戦でシリーズ史上最少投球数タイのわずか2球で勝利投手となった（後に2012年第6戦で巨人・高木京介がこの記録に並んだ）。なお2004年シーズン終了後に近鉄はオリックス・ブルーウェーブと合併したため、岡本が日本シリーズで近鉄で最後に勝利を挙げた投手となった。
2002年は大塚が開幕直前に脇腹痛で出遅れ、大塚が戦線復活するまでクローザー、大塚復帰後はセットアッパーと、再び大車輪の活躍。65試合に登板し、防御率も1.82と抜群の安定感を誇り、推定年俸も1億円を越える。なお、10月2日の対西武ライオンズ戦では、8回裏にアレックス・カブレラにシーズンタイ記録となる55号本塁打を献上している。
2003年は大塚が中日ドラゴンズへ移籍した為、開幕当初はクローザーに任命されるが、疲労のためか安定感を欠く投球が続く。45試合に登板するも、防御率が4.76と大幅に悪化。年俸も1億円を割った。
2004年のシーズン中に背筋を痛め、わずか4試合の登板で防御率9.00と結果を残せなかった。近鉄最後の本拠地最終戦となった9月24日の対西武戦ではマウンドに立つ。シーズン終了後、近鉄とオリックス・ブルーウェーブとの球団合併に伴う分配ドラフトを経て、合併球団であるオリックス・バファローズと契約した。

### オリックス時代
2005年は合併したことで有力選手が増え、菊地原毅、加藤大輔、抑えには大久保勝信が起用された他、それ以外の中継ぎ陣でも萩原淳、歌藤達夫らが起用されたこともあり、一軍登板がなく、二軍（ウエスタン・リーグ）でも打ち込まれるケースが目立ち、シーズン終了後に戦力外通告を受けた。

### オリックス退団後
戦力外後に12球団合同トライアウトに参加はしたが獲得に手を挙げる球団は無く、2006年、オランダ・ホーフトクラッセのADO所属。2007年1月24日、アメリカ独立リーグカナディアン・アメリカン・リーグ内の「ナシュア・プライド」（本拠地はニューハンプシャー州ナシュア）に入団が決定。「A-OK」（AKIRA-OKAMOTO）という愛称もついた。同シーズン終了をもって現役を引退した。

## 詳細情報

### 年度別投手成績
| 年 度     | 球 団     | 登 板 | 先 発 | 完 投 | 完 封 | 無 四 球 | 勝 利 | 敗 戦 | セ 丨 ブ | ホ 丨 ル ド | 勝 率 | 打 者 | 投 球 回 | 被 安 打 | 被 本 塁 打 | 与 四 球 | 敬 遠 | 与 死 球 | 奪 三 振 | 暴 投 | ボ 丨 ク | 失 点 | 自 責 点 | 防 御 率 | W H I P |
| --------- | --------- | ----- | ----- | ----- | ----- | -------- | ----- | ----- | -------- | ----------- | ----- | ----- | -------- | -------- | ----------- | -------- | ----- | -------- | -------- | ----- | -------- | ----- | -------- | -------- | ------- |
| 1997      | 近鉄      | 30    | 22    | 3     | 1     | 0        | 10    | 6     | 0        | --          | .625  | 610   | 146.2    | 138      | 14          | 50       | 1     | 8        | 84       | 0     | 1        | 53    | 46       | 2.82     | 1.28    |
| 1998      | 近鉄      | 30    | 27    | 4     | 2     | 0        | 8     | 13    | 0        | --          | .381  | 686   | 158.0    | 167      | 22          | 52       | 2     | 9        | 93       | 5     | 0        | 77    | 71       | 4.04     | 1.39    |
| 1999      | 近鉄      | 27    | 27    | 5     | 1     | 0        | 9     | 12    | 0        | --          | .429  | 708   | 159.2    | 187      | 19          | 50       | 2     | 10       | 88       | 3     | 1        | 92    | 85       | 4.79     | 1.48    |
| 2000      | 近鉄      | 9     | 3     | 1     | 0     | 0        | 0     | 2     | 0        | --          | .000  | 119   | 25.0     | 35       | 5           | 10       | 2     | 1        | 10       | 1     | 0        | 21    | 21       | 7.56     | 1.80    |
| 2001      | 近鉄      | 61    | 1     | 0     | 0     | 0        | 4     | 4     | 8        | --          | .500  | 423   | 102.1    | 86       | 8           | 33       | 6     | 3        | 73       | 3     | 0        | 33    | 31       | 2.73     | 1.16    |
| 2002      | 近鉄      | 65    | 0     | 0     | 0     | 0        | 7     | 2     | 18       | --          | .778  | 276   | 69.1     | 57       | 6           | 12       | 3     | 2        | 41       | 0     | 0        | 14    | 14       | 1.82     | 1.00    |
| 2003      | 近鉄      | 45    | 0     | 0     | 0     | 0        | 1     | 3     | 2        | --          | .250  | 152   | 34.0     | 43       | 6           | 8        | 2     | 2        | 24       | 0     | 1        | 19    | 18       | 4.76     | 1.50    |
| 2004      | 近鉄      | 4     | 0     | 0     | 0     | 0        | 0     | 0     | 0        | --          | ----  | 16    | 3.0      | 6        | 2           | 2        | 1     | 0        | 1        | 0     | 0        | 3     | 3        | 9.00     | 2.67    |
| 通算：8年 | 通算：8年 | 271   | 80    | 13    | 4     | 0        | 39    | 42    | 28       | --          | .481  | 2990  | 698.0    | 719      | 82          | 217      | 19    | 35       | 414      | 12    | 3        | 312   | 289      | 3.73     | 1.34    |

- 各年度の太字はリーグ最高

### 記録
- 初登板・初先発：1997年5月8日、対日本ハムファイターズ6回戦（東京ドーム）、5回2失点で敗戦投手
- 初奪三振：同上、2回裏にジェリー・ブルックスから
- 初勝利・初先発勝利：1997年5月25日、対福岡ダイエーホークス12回戦（北九州市民球場）、5回2/3を4失点
- 初完投勝利：1997年6月25日、対千葉ロッテマリーンズ13回戦（千葉マリンスタジアム）、9回1失点
- 初完封勝利：1997年8月28日、対オリックス・ブルーウェーブ22回戦（グリーンスタジアム神戸）
- 初セーブ：2001年4月8日、対オリックス・ブルーウェーブ3回戦（グリーンスタジアム神戸）、7回裏に2番手として救援登板・完了、3回無失点
- オールスターゲーム出場：2回 （2001年、2002年）

### 背番号
- 16 （1996年 - 2004年）
- 22 （2005年）